# Station Arnhem Presikhaaf
Station Arnhem Presikhaaf (afkorting: Ahpr) is het meest oostelijk gelegen station van Arnhem aan de spoorlijn Arnhem-Zutphen. Het station ligt aan de noordzijde van de gelijknamige woonwijk Presikhaaf. Het station is geopend op 28 september 1969. Voorheen lag op ongeveer dezelfde locatie stopplaats Plattenburg.
Het station wordt veel gebruikt door studenten van de Hogeschool van Arnhem en Nijmegen in Arnhem - de campus ligt op circa tien minuten lopen van dit station. Tevens maken inwoners van de wijk Presikhaaf gebruik van deze voorstadshalte.
In 2007 zijn de perrons iets verbreed en eind 2013 is een extra toegangstrap aangelegd aan de parkzijde.
Er is een overstapmogelijkheid op buslijnen 26, 27 en 331. De trolleybuslijnen 1, 5 en 6 stoppen op vijf minuten loopafstand van het station.

## Verbindingen
| Serie | Treinsoort    | Route                                                                       | Bijzonderheden |
| ----- | ------------- | --------------------------------------------------------------------------- | --- |
| 7600  | Sprinter (NS) | Wijchen – Nijmegen – Arnhem Centraal – Arnhem Presikhaaf – Dieren – Zutphen | 's Avonds na 20:00 uur en op zondag wordt er niet tussen Nijmegen en Wijchen v.v. gereden en wordt 1x per uur gereden tussen Arnhem Centraal en Zutphen v.v. |

## Ontwikkeling aantal reizigers
Het aantal door NS vervoerde reizigers (per gemiddelde werkdag) ontwikkelde zich sedert 2019 als volgt:
| Jaar | Aantal reizigers |
| ---- | ---------------- |
| 2019 | 2.770            |
| 2020 | 1.091            |
| 2021 | 1.498            |
| 2022 | 1.988            |
| 2023 | 2.248            |
| 2024 | 2.116            |

## Afbeeldingen

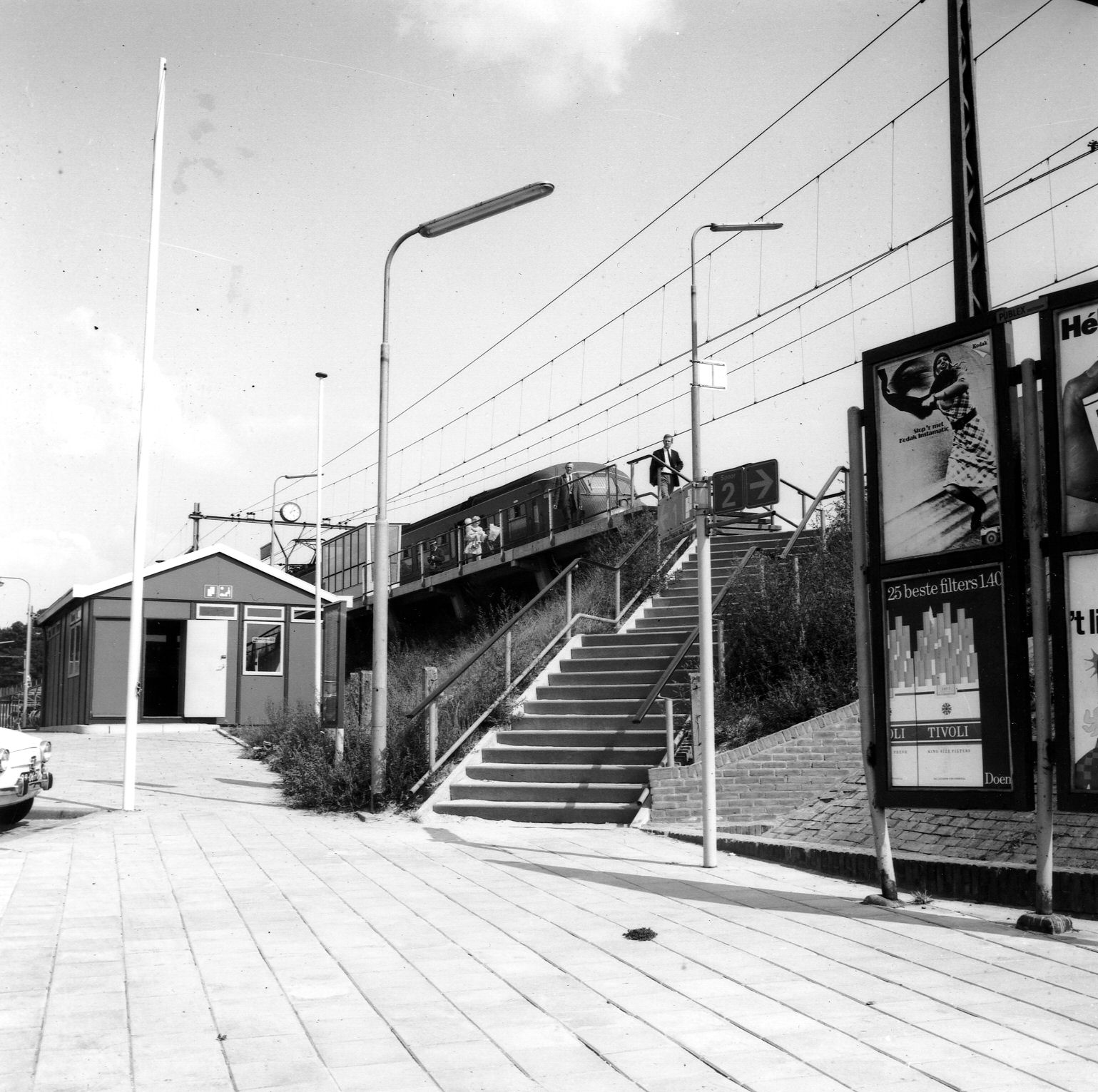
Het station in 1970
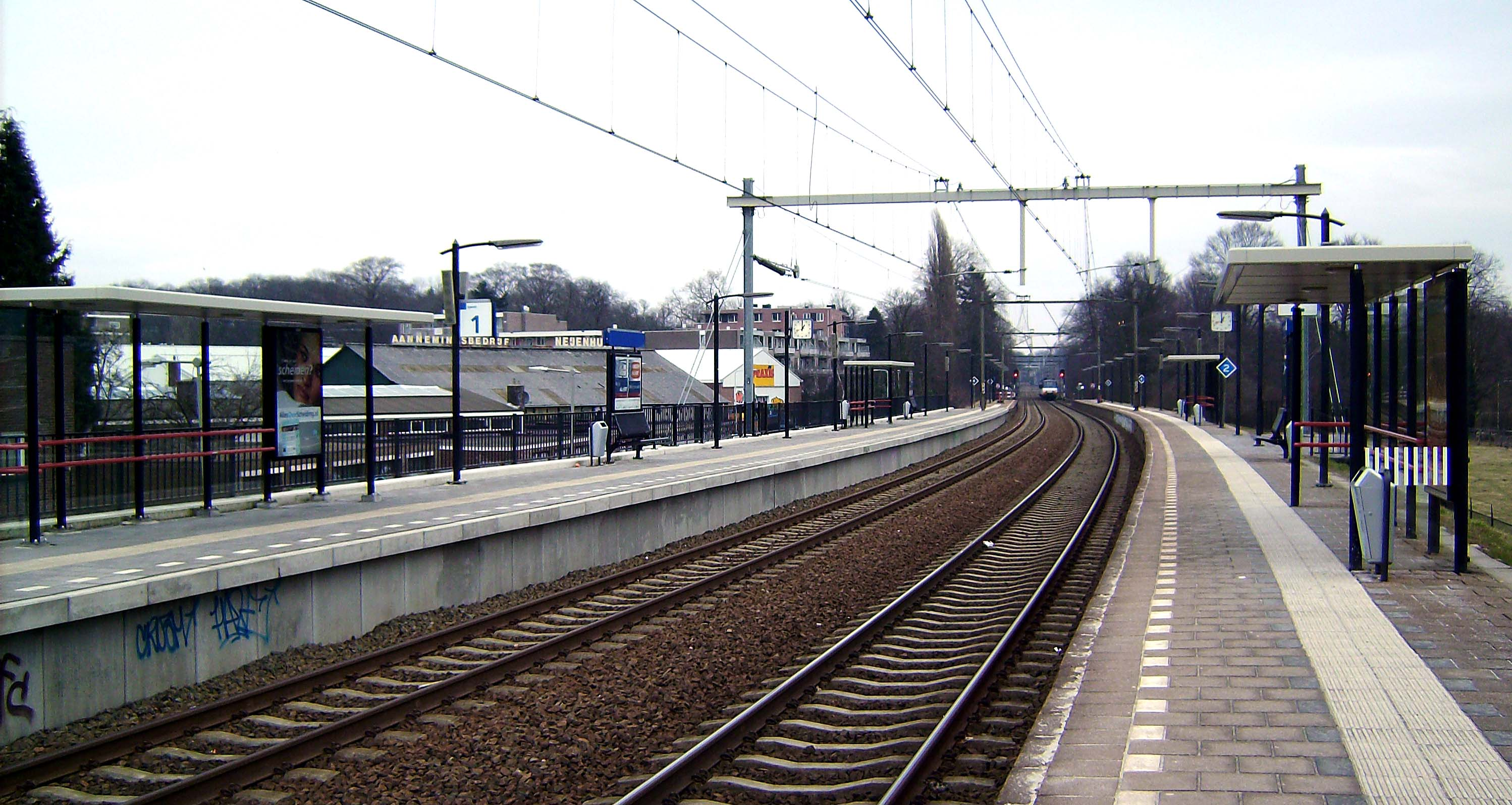
Perrons in 2009
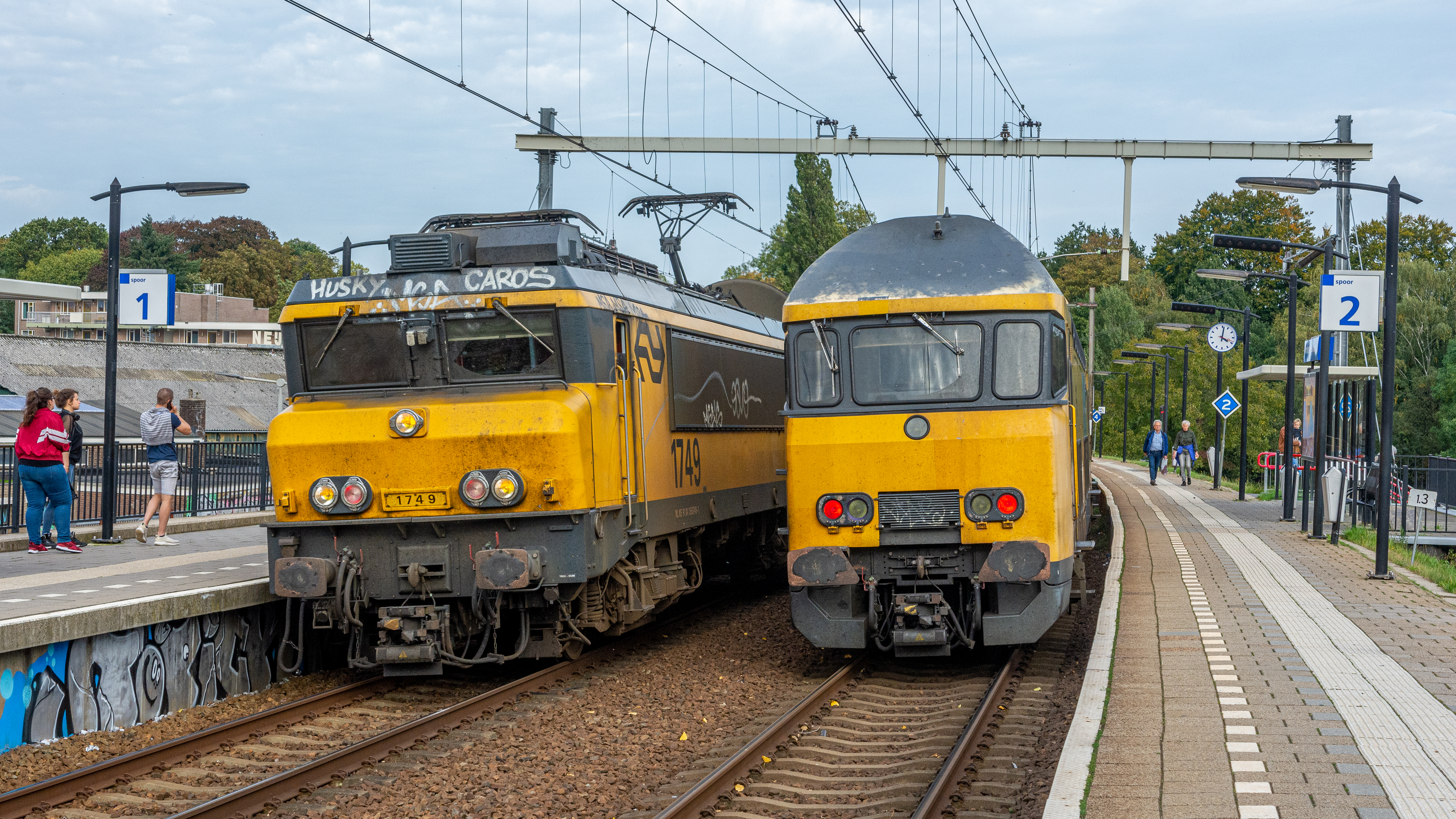
Twee DD-AR's op het station
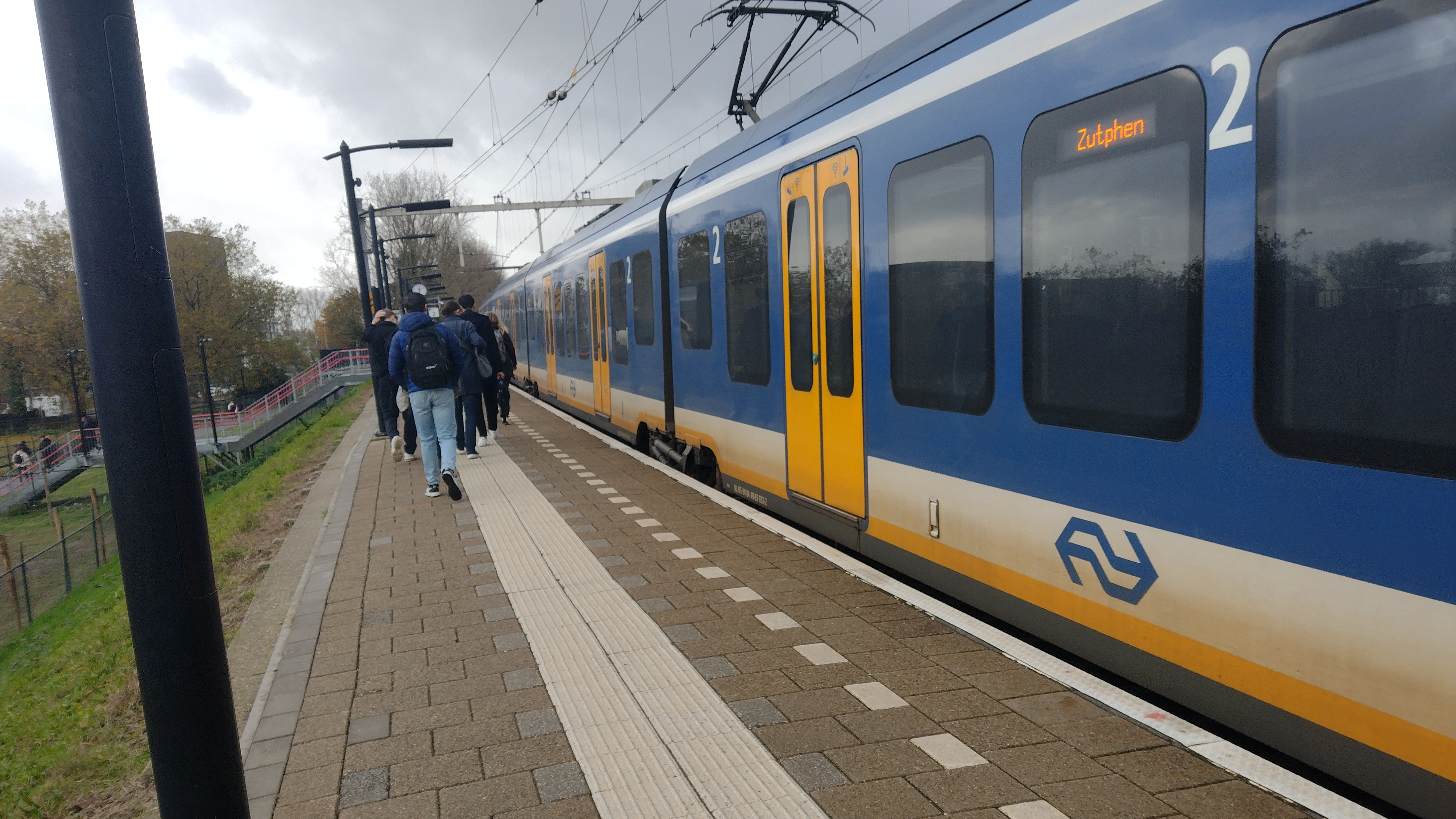
SNG op het station
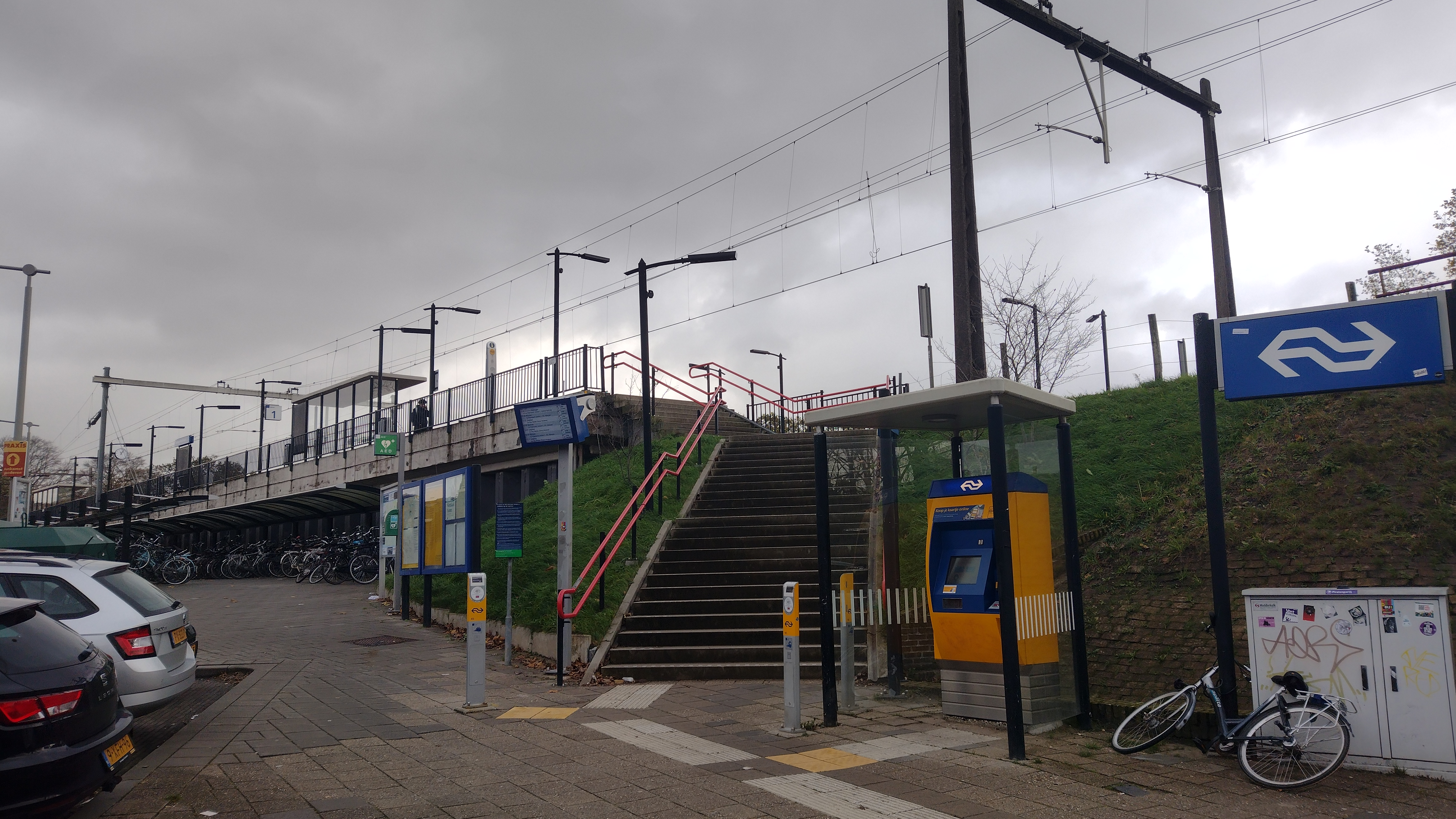
Het station in 2024

0,0: Arnhem Centraal ·
0,5: Arnhem Velperpoort ·
1,2: Arnhem Presikhaaf ·
1,3: Plattenburg ·
3,2: Café Unie ·
3,9: Hotel Naeff ·
4,2: Velp ·
7,0: Wordt-Rheden ·
8,0: Rheden ·
9,4: De Steeg ·
10,0: Hotel Den Engel ·
10,4: Diepesteeg ·
10,9: Holleweg ·
12,6: Ellecom ·
13,0: Villa Hofstetten ·
14,3: Dieren ·
16,2: Spankeren ·
18,4: Leuvenheim ·
20,3: Brummen ·
21,4: Weg naar Voorst ·
23,1: Het Vosje ·
24,4: Voorstonden ·
26,6: Hoven ·
27,5: Zutphen ·
28,0: Nieuwstad ·
30,2: Hungerink-Mettray ·
31,3: Eefde ·
35,3: Gorssel ·
36,2: Epse ·
40,0: Colmschate ·
40,9: Snippeling ·
43,5: Deventer ·
44,1: Boksbergerweg ·
45,6: De Platvoet ·
47,6: Rande ·
48,3: Diepenveen West ·
50,6: Puinweg ·
51,4: Hoenlo ·
53,1: Olst ·
55,5: Beltenweg ·
56,2: Duurschestraat ·
58,1: De Boerhaar ·
59,0: Bovendorp ·
59,6: Wijhe ·
62,8: Wijnvoorden ·
64,0: Herxen ·
65,5: Windesheim ·
68,0: Herculo ·
71,4: Ittersum ·
73,5: Zwolle ·
81,5: Berkum ·
88,0: Dedemsvaart ·
95,5: Staphorst ·
100,7: Meppel ·
106,3: Nijeveen ·
114,5: Steenwijk ·
120,0: Willemsoord ·
122,5: Peperga ·
127,0: Wolvega ·
134,6: Oudeschoot ·
134,6: Heerenveen IJsstadion ·
137,1: Heerenveen ·
143,7: Stobbegat ·
148,8: Akkrum ·
153,7: Grou-Jirnsum ·
158,1: Idaard-Roordahuizum ·
159,9: Wirdum ·
166,2: Leeuwarden
Huidige stations:
Aalten ·
Apeldoorn · 
-De Maten · 
-Osseveld ·
Arnhem:
-Centraal · 
-Presikhaaf · 
-Velperpoort · 
-Zuid ·
Barneveld:
-Centrum · 
-Noord ·
-Zuid ·
Beesd ·
Brummen ·
Culemborg ·
Didam ·
Dieren ·
Doetinchem · 
-De Huet · 
Duiven ·
Ede:
-Centrum ·
-Wageningen ·
Elst ·
Ermelo ·
Gaanderen · 
Geldermalsen ·
't Harde ·
Harderwijk ·
Hemmen-Dodewaard ·
Kesteren ·
Klarenbeek ·
Lichtenvoorde-Groenlo ·
Lochem ·
Lunteren ·
Nijkerk ·
Nijmegen · 
-Dukenburg · 
-Goffert · 
-Heyendaal · 
-Lent ·
Nunspeet · 
Oosterbeek ·
Opheusden ·
Putten ·
Rheden ·
Ruurlo ·
Terborg ·
Tiel · 
-Passewaaij ·
Twello · 
Varsseveld · 
Veenendaal-De Klomp · 
Velp · 
Voorst-Empe · 
Vorden · 
Wehl ·
Westervoort · 
Wezep · 
Wijchen ·
Winterswijk · 
-West · 
Wolfheze · 
Zaltbommel · 
Zetten-Andelst · 
Zevenaar · 
Zutphen
Voormalige stations: lijst van voormalige spoorwegstations in Gelderland